# 松本短期大学
松本短期大学（まつもとたんきだいがく、英語: Matsumoto Junior College）は、長野県松本市に本部を置く私立大学である。1972年に設置された。大学の略称は松短。 

## 概観

### 大学全体
- 長野県松本市に所在する日本の私立短期大学で、設置主体は学校法人松本学園[1]。
- 1972年に開学。当初は保育系学科のみの女子短大だったが、順次学科を増設。現在は2学科体制となり、共学化もされている。2021年度入学生より、1993年～1994年度と同じ学科体制となる。

### 建学の精神（校訓・理念・学是）
- 松本短期大学の教育理念は「生命・可能性・権利を保障し、その人らしい生活を支えるケアスペシャリストの育成」となっている。

### 教育および研究
- 松本短期大学には、保育者を養成する幼児保育学科、介護職を育成する介護福祉学科が設置されている。過去には、看護師を養成する看護学科もあった。

### 学風および特色
- 幼児保育学科、介護福祉学科が協働して例年10月頃に「おとぎ祭」と称される学園祭が行われている。また、自治会開催のバレーボール大会などが不定期で開催されている。

## 沿革
- 1971年
  - 松本保育専門学校として開学。
- 1972年
  - 1月29日 左記を以て文部省[注 3]より短期大学の設置が認可される[2]。
  - 4月1日 松本短期大学が以下の学科体制にて開学[3]。
    - 幼児教育学科 入学定員50名[注 4]

  - 5月1日 学生数[5]/定員
    - 幼児教育学科 120[注釈 1]/50
- 1973年
  - 5月1日 学生数[6]/定員
    - 幼児教育学科 221[注釈 1]/100
- 1985年
  - 5月1日 学生数[7]/定員
    - 幼児教育学科 159[注釈 1]/100
- 1986年
  - 5月1日 学生数[8]/定員
    - 幼児教育学科 160[注釈 1]/100
- 1987年
  - 5月1日 学生数[9]/定員
    - 幼児教育学科 179[注釈 1]/100
- 1992年
  - 4月1日 男女共学となる。
  - 5月1日 学生数[注 5]/定員
    - 幼児教育学科 129[注 6]/100
- 1993年
  - 4月1日 以下の学科を増設する[12]。
    - 介護福祉学科 入学定員80名[注 7]

  - 5月1日 学生数[14]/定員
    - 幼児教育学科 137[注 8]/100
    - 介護福祉学科 90[注釈 2]/80
- 1994年
  - 5月1日 学生数[15]/定員
    - 幼児教育学科 135[注釈 2]/100
    - 介護福祉学科 174[注 9]/160
- 1995年
  - 4月1日 専攻科の設置が認められ、以下の課程を設ける[16]。
    - 福祉専攻 入学定員20名
- 1996年
  - 4月1日 介護福祉学科の入学定員を80→100に増員[17]。
  - 5月1日 学生数[18]/定員
    - 幼児教育学科 144[注 10]/100
    - 介護福祉学科 188[注 11]/180
- 1997年
  - 5月1日 学生数[19]/定員
    - 幼児教育学科 141[注 12]/100
    - 介護福祉学科 194[注釈 3]/200
- 1999年
  - 5月1日 学生数[20]/定員
    - 幼児教育学科 143[注釈 2]/100
    - 介護福祉学科 205[注釈 3]/200
- 2004年
  - 4月1日 幼児教育学科を幼児保育学科に改称し、入学定員を50→80に増員[21]。
- 2006年
  - 4月1日 以下の学科を増設する[22]。
    - 看護学科 入学定員60名
- 2008年
  - 4月1日 以下、入学定員の変更あり[23]。
    - 幼児保育学科 80→100
    - 介護福祉学科 100→80
- 2014年
  - 4月1日 以下、入学定員の変更あり[24]。															
    - 介護福祉学科 80→65
    - 看護学科 60→70
- 2018年
  - 4月1日 介護福祉学科の入学定員を65→50に減員[25]。
- 2019年
  - 4月1日 介護福祉学科の入学定員を50→40に減員[26]。
- 2020年
  - 4月1日 以下の学科・専攻については、この年度で学生募集を最終とする[注 13]。
    - 看護学科[28]
    - 専攻科福祉専攻[29]
- 2024年
  - 2025年度から、幼児保育学科の入学定員を100→80に減員[30]。

## 基礎データ

### 所在地
- 長野県松本市笹賀3118番地

### 象徴
- カレッジマークはホームページほか右記資料も参照のこと[注 14]。

### 交通アクセス
- JR篠ノ井線及び大糸線・アルピコ交通上高地線松本駅前の松本バスターミナルから、アルピコ交通バス 空港～朝日線の信州まつもと空港行き・下今井行き・上今井行きのいずれかで25分、「松本短大口」下車でさらに徒歩10分。

## 教育および研究

### 組織

#### 学科
- 幼児保育学科 入学定員80名[1]
- 介護福祉学科 入学定員40名[1]
- 看護学科 入学定員70名[注釈 4]

#### 専攻科
- 福祉専攻 入学定員20名[注釈 4]

#### 別科
- なし

##### 取得資格について
資格
- 保育士：幼児保育学科にて取得ができる。
- 介護福祉士：介護福祉学科にて取得できる。専攻科でも取得できるが、こちらは指定保育士養成施設となっている短大等で保育士資格を有していることが前提となっている。

受験資格
- 看護師：看護学科

教職課程
- 幼稚園教諭二種免許状：幼児保育学科にて取得できる。

#### 附属機関
- 松本短期大学図書館：学外者は基本的に利用できないが、相談の上で利用できる場合もある。

### 研究
- 『松本短期大学研究紀要』[35]
- 『「介護基盤整備」に関する調査研究:長野県における市町村の「実態調査」をふまえて』[36]

## 学生生活

### 部活動・クラブ活動・サークル活動
- 体育系：バレーボール・バドミントン・バスケットボール・スノーボードほか
- 文化系：手話・軽音楽ほか

### 学園祭
- 松本短期大学の学園祭は「おとぎ祭」と呼ばれ毎年、概ね10月に行われる。

## 大学関係者と組織

### 大学関係者組織
- 「松本短期大学同窓会」と称した組織がある。

## 施設

### キャンパス
- 体育館
- 学生食堂
- 情報処理室
- 介護実習室ほか

## 対外関係

### 系列校
- 附属学校の欄を参照。

## 社会との関わり
- 2007年、松本市制100周年記念イベントにおいて本短大の学生が参加している。

## 卒業後の進路について

### 就職について
- 幼児保育学科：幼稚園や保育所への就職者が大半となっている。
- 介護福祉学科：介護職として就職している人が大半となっている。

### 編入学・進学実績
- 介護福祉学科では長野大学や佐久大学などがある。

## 附属学校
- 松本短期大学幼稚園